# Інфлюенсер (фільм)
Інфлюенсер (англ. Influencer) — американський психологічний фільм жахів 2022 року режисера Куртіса Девіда Гардера, який написав сценарій разом із Тешем Гуттікондою. У головних ролях — Кассандра Нод, Емілі Теннант, Рорі Дж. Сапер і Сара Кеннінг.

## Сюжет
Медісон — інфлюенсер, яка використовувала свою відпустку в Таїланді для просування себе та кількох рекламодавців в Інтернеті. Реальність така, що Медісон проводить більшу частину часу в своєму готелі, споживаючи їжу та будучи засмученою тим, що її хлопець, Раян, не приїхав з нею.
Медісон подружилася з СіВі, яка бере її на екскурсію гарячими точками. Вони повертаються і виявляють, що хтось проник у кімнату Медісон і вкрав її паспорт. СіВі пропонує Медісон продовжити свою відпустку в очікуванні заміни. Вона погоджується, і СіВі відвозить Медісон на острів, де вона кидає інфлюенсерку. Потім СіВі повертається, щоб насолоджуватися способом життя Медісон з її паспортом. Це задоволення триває недовго, оскільки СіВі стає невдоволеною. Потім вона вирішує зблизитись з іншою інфлюенсеркою. СіВі вривається в кімнату Джесіки, щоб викрасти її речі. Пізніше дві жінки повертаються до кімнати Медісон. Вони виявляють, що Раян чекає Медісон, оскільки він сподівався здивувати її пропозицією. СіВі бреше і каже, що Медісон дозволила їй залишитися. Під час їхнього туру Джессіка стає все більш підозрілою. Вона намагається піти і конфронтує з СіВі, яка забиває її до смерті.
Потім СіВі продовжує обманювати Раяна, змушуючи його повірити, що Медісон розійшлася з ним і почала спати з іншими чоловіками. Райан поринає у спогади і починає розслідувати свої підозри. Брехня спростована і Раян дізнається, що СіВі викрала Медісон і стоїть за публікацією в соцмережах. Він намагається змусити СіВі відвезти його до Медісон, але СіВі вбиває його та публікує брехню про нього в Інтернеті, використовуючи обліковий запис Медісон. Потім СіВі повертається на острів, щоб викинути тіла, у процесі виявивши, що Медісон все ще жива. Медісон вдається перехитрити СіВі, поки та шукала інфлюенсерку, і викрадає човен, на якому повертається до цивілізації. СіВі спостерігає, як Медісон відпливає з посмішкою.

## Акторський склад
- Кассандра Нод[en] — СіВі
- Емілі Теннант[en] у ролі Медісон
- Рорі Дж. Сапер[en] — Раян Еванс
- Сара Кеннінг у ролі Джесіки Тіган
- Пол Спер'є[en] в ролі Руперта
- Джастін Семс в ролі Джея

## Музика
У фільмі прозвучали наступні пісні:
1. «Skeleton» Dan Kanvis
2. «Peach» Jason Nolan
3. «Door Shutter» Brokenchord
4. «Happy to Be Here» Mascott
5. «Bullit» Elephanz
6. «Party» Orlando Angelo
7. «Reckless» Orlando Angelo
8. «Beat Back» Bowlz
9. «Next To You» Bowlz
10. «Dancing On My Glock» Attar
11. «Like Ugh» Attar
12. «1992» YNG Martyr
13. «Something in the Water» Szlenderman
14. «Bossa De Amazones» Konteks
15. «Getup» Nicholas Franchise

## Реліз
Світова прем'єра Інфлюенсера відбулася 16 жовтня 2022 року на Бруклінському фестивалі фільмів жахів. Фільм демонструвався на інших кінофестивалях і був підібраний потоковим сервісом «Shudder», який випустив його як один зі своїх оригінальних фільмів у травні 2023 року.

## Сприйняття
На веб-сайті агрегатора рецензій Rotten Tomatoes 92 % із 49 відгуків критиків є позитивними, із середньою оцінкою 7/10. Консенсус веб-сайту гласить: «Інфлюенсер повинен отримати багато лайків від шанувальників жахів, які жадають розумного, страшного трилера, який має що сказати». Metacritic, який використовує середньозважену оцінку, поставив фільму 66 зі 100 на основі 6 критиків, вказуючи на «загалом схвальні» рецензії.
Брендон Ю з «The New York Times» написав: « Гардер добре та цікаво використав ідеї, які могли б стати простим трюком, а Нод і Сапер довели, що вони сильні головні герої, оскільки їхні персонажі намагаються прочитати один одного між лайками»". Філ Хоад з The Guardian дав фільму 3/5 зірок, назвавши його «розумно організованим трилером» і написавши: «Гардер і співавтор сценарію, Теш Гуттіконда, недостатньо заглиблюються в шкуру своїх героїв, щоб повністю висловити свою критику та перевести Інфлюенсера на територію повноцінного психологічного трилера… Але перемішування чотирьох частин робить його жвавим, а Нод є імпозантною темною конячкою». Ноель Мюррей з «Los Angeles Times» сказав, що фільм «має такий самий хитрий сюжет, як і роман Патриції Гайсміт, затягуючи глядачів настільки глибоко всередину підступів не дуже добрих людей, що ми залишаємося гадати, де повинні бути наші симпатії».